# Roy Marsden
Roy Marsden (født Roy Anthony Mould 25. juni 1941, Stepney London) er en engelsk skuespiller, mest kendt for sin titelrolle i Anglia Televisions tv-serie Adam Dalgliesh fra P.D. James’ romanserie af samme navn. Han er desuden kendt i sin rolle som Neil Burnside i spionserien The Sandbaggers. Roy Marsden blev oprindelig uddannet som skuespiller på Royal Academy of Dramatic Art, hvor han tilbragte fire semestre. 

## Uddannelsen
Marsden var i sine unge dage engageret i fagforeningsarbejde og forsøgte i sin studietid at få andre studerende med ind i en fagforening, men mødte modstand, hvilket fik ham til, i et øjebliks vrede, at kaste blæk på akademilederens jakkesæt. Marsden siger i et tilbageblik: ”To uger senere ringede han (lederen) mig op og spurgte, om jeg havde fået et job eller en agent. Da jeg svarede nej, skaffede han mig et job på et teater i Nottingham, og som studievejleder fik jeg ingen ringere end Anthony Hopkins, som jeg overtalte til at begynde på Royal Academy of Dramatic Art.”

## Teater
I begyndelsen 1960’erne arbejdede Roy Marsden på Royal Shakespeare Company og begyndte efterhånden at få en betydelig mængde roller, lige fra skuespil skabt af Anton Tjekhov og Henrik Ibsen og over til skuespil af den sovjetiske forfatter Alexander Vampilov. Marsden foretrak alternative eksperimenterende teatre i Glasgow, Edinburgh, Cambridge og Birmingham fremfor Londons mere kommercielle teatre. 
Blandt hans fremtrædende roller kan nævnes ”Crispen” i The Friends (1970), ”Casca” og ”Lucilius” i Julius Caesar (1972), ”Paul Schippel” i Schippel (1974) og ”Heinrich Krey” i The Plumber’s Progress (1975). Han spillede ligeledes ”John Silver” i Skatteøen (Treasure Island) på London’s Mermaid Theatre gennem to juleperioder og ”Henry Higgins” i Pygmalion på Albery Theatre. I 2008 dukkede Marsden desuden op i to teaterproduktioner, Murder on Air og Happy Jack på Drury Lane-teatret i London.

## Roller på TV
Roy Marsdens kendte tv-roller omfatter bl.a. ”George Osborne” i Vanity Fair (1967) og ”Arthur Chipping” i Goodbye, Mr. Chips (1984). Han har også haft gæsteroller i The New Avengers, Space: 1999, Only Fools and Horses (afsnittet Little Problems) (2009), Kriminalkommissær Foyle og Skæbnefortællinger. Fra 1978-1980 havde Marsden en rolle i koldkrigsdramaserien The Sandbaggers, hvor han spillede den dystre og bidske operationschef for Secret Intelligence Service, Neil Burnside, som var en mand der brugte en stor del af sin tid på at skændes med sine overordnede, politikerne i Whitehall, foruden bekæmpelsen af KGB. Serien havde 20 afsnit og løb gennem tre sæsoner.
I Yorkshire Television-serien Airline fra 1982, spillede Roy Marsden den passionerede 2. Verdenskrigspilot Jack Ruskin, der prøvede at starte sit eget luftfartsselskab som protest imod de etablerede selskaber. Hans daværende kone Polly Hemingway, der var gravid med deres første barn igennem en del af filmoptagelserne, medvirkede ligeledes i en rolle. I et senere interview sagde Roy Marsden om serien: ”Det er én af de bedste tv-serier, jeg nogensinde har medvirket i, ikke mindst fordi jeg fik lært at flyve de gamle DC-3-flyvemaskiner. Jeg holdt desuden af at spille Ruskin, fordi han var fyldt med gejst, selvom han kunne være et røvhul. Men han besad ungdommens gå-på-mod til at få tingene til at lykkes på trods af hårde odds. Det er nok den rolle, der har betydet mest gennem årene.”
Marsdens berømte tv-portræt af politimanden Adam Dalgliesh i filmatiseringen af P.D. James’ romanserie, strakte sig over i alt 15 år. Tv-serien blev af Anglia TV i begyndelsen tilrettelagt som små miniserier à hver fem- eller seks afsnit, og usædvanligt for sin tid brugte man videooptagelser som ved direkte tv-transmissioner (fra nyheder og lignende), hvilket stod i modsætning til klassiske biograffilmoptagelser. Der blev lavet følgende serier i den række:
- 1983 - Mord på laboratoriet (Death of an Expert Witness)
- 1984 – Døde nattergale (Shroud for a Nightingale)
- 1985 – Dæk ansigtet til (Cover Her Face)
- 1985 – Det sorte tårn (The Black Tower)
- 1988 – Indviet til mord (A Taste for Death)
- 1991 – List og længsler (Devices and Desires)

Herefter skiftede man seriens format ud, så det blev til to 2-timers film:
- 1993 – Unaturlige årsager (Unnatural Causes)
- 1995 – Med kniven i hjertet (A mind to Murder)

Og de sidste to med Marsden som Dalgliesh, afsluttedes med to serier af hver tre 1-times episoder:
- 1997 – Arvesynd (Original Sin)
- 1998 – En form for retfærdighed (A certain Justice)

I 1993 medvirkede Roy Marsden i afsnittet The Last Vampyre i Sherlock Holmes-serien (1984-1994) med Jeremy Brett som Sherlock Holmes. Marsden fortsatte i krimigenren som vært i dokumentar-serien Roy Marsden’s Casebook for ITV West i 2007. Han medvirkede desuden samme år som Mr. Stoker i et afsnit af Doctor Who og i 2008 som Kong Richards sekretær Sir Iain Ratalick i ITV-serien The Palace.
Siden har han medvirket i tv-produktioner som The Green Green Grass (2009), Margaret (2009), New tricks (2010), Silent Witness (2011) og Partners in crime I en Agatha Christie-del I tre afsnit (2016).

## Film
- 2005 - Dungeons & Dragons: Wrath of the Dragon God
- 1977 - The Squeeze
- 1976 - The Eagle Has Landed
- 1970 - Tomorrow